# Anopheles philippinensis
Anopheles philippinensis är en tvåvingeart som beskrevs av Frank Ludlow 1902. Anopheles philippinensis ingår i släktet Anopheles och familjen stickmyggor. Inga underarter finns listade i Catalogue of Life.